# Championnats d'Europe de triathlon 2019
Navigation
Édition précédente Édition suivante
Les championnats d'Europe de triathlon 2019 ont lieu du 31 mai au 2 juin 2019 à Weert, aux Pays-Bas. Ils sont la 35e édition des championnats d'Europe de triathlon courte distance organisé par la Fédération européenne de triathlon.

## Épreuves
L'épreuve est organisée en collaboration avec la Foundation City Triathlon Weert qui organise plusieurs évènements internationaux de triathlon dans l'enceinte du stade de triathlon de Weert.
Les courses homme, femme et mixte se déroulent de manière distinctes sur la distance standard (olympique) le 31 mai pour les femmes, le 1er juin pour les hommes et le deux pour le relais mixte. La partie natation s'effectue en une seule boucle de 1500 mètres, suivit d'une partie vélo de 37,5 kilomètres en cinq boucles sans difficultés majeures, pour finir par une course à pied urbaine de 10 kilomètres en quatre boucles. Le relais mixte se déroule sur 300 mètres de natation, 6,4 kilomètres de vélo et 1,5 kilomètre de course à pied que chaque relayeur doit effectuer avant de franchir la ligne d'arrivée

## Résumé des courses
La course homme est remportée sans grande surprise par le double champion olympique, le Britannique Alistair Brownlee. Qui remporte pour la quatrième fois le titre européen sur triathlon courte distance. L'issue de l'épreuve natation voit un groupe de dix triathlètes prendre la tête de course et qui piègent quelques prétendants à l'image du Portugais João José Pereira qui ne peut faire partie de l’échappée. Les poursuivants ne pouvant revenir sur la tête de course qui arrivent à la seconde transition de manière groupés. Malgré un mauvais transition Alistair Brownlee ne met que très peu de temps pour dépasser tous ses concurrents aux cours de l’épreuve de course à pied. Aucun ne tente de lui résister tant sa domination dans ce segment est imposante. Sans grande difficulté, il passe la ligne d'arrivée en vainqueur pour un nouveau titre. La surprise vient de la seconde place prise pas João José Pereira revenu à grande vitesse d'une lointaine place au sortir de l'épreuve vélo et qui surprend tous ces adversaires dans l'ultime épreuve. Le Belge Jelle Geens revenu également du fond de la course s'empare de la troisième place après une lutte de haut niveau.
Chez les femmes l'absence des têtes de séries britanniques notamment a permis la réalisation d'une course plus ouverte. Déjouant les pronostics,Beth Potter ancienne athlète de haut niveau en course de fond, depuis peu de temps sur le circuit professionnel de triathlon, remporte son premier titre international. Les parties natation et vélo n'ayant permis aucune sélection, la course se détermine sur la partie course à pied. La Française Sandra Dodet sort la première de la seconde transition, mais elle est rapidement reprise par la Britannique qui termine la course seule en augmentant régulièrement les écarts sur ses poursuivantes. Elle franchit la ligne en vainqueur et inscrit son premier titre en triathlon à son palmarès dans cette pratique. Sandra Dodet prend la seconde place pour sa première participation à ces championnats dans la catégorie élite. Le podium est compléter par la Belge Claire Michel.
Le titre de champion d'Europe en relais mixte détenu par l'équipe de France de triathlon est remis en jeu lors de cette édition, 18 équipes s'affrontent pour remporter ce championnat dans cette nouvelle spécialité olympique en 2020 à Tokyo. Aucun des triathlètes français vainqueur en 2018, ne fait partie de l'équipe 2019, toutefois le relais français entend tout faire pour conserver ce titre international, face aux Suisses, Belges et aux Portugais qui affichent des équipes cohérentes à fort potentiels. À l'issue d'une course très intense les triathlètes français parviennent à conserver leur titre devant l'Allemagne et une équipe des Pays-Bas galvanisée par son public. Léo Bergère dernier relayeur français parvient à reprendre la tête de course dans les derniers hectomètres de l'épreuve de course à pied, pour offrir un deuxième titre européen à l'équipe nationale. Le relais allemand prend la seconde place du podium qui est complété par l'équipe des Pays-Bas.

## Palmarès

### Hommes élites
| Rang               | Triathlète         | Temps           |
| ------------------ | ------------------ | --------------- |
| Médaille d'or      | Alistair Brownlee  | 1 h 35 min 1 s  |
| Médaille d'argent  | João José Pereira  | 1 h 35 min 3 s  |
| Médaille de bronze | Jelle Geens        | 1 h 35 min 26 s |
| 4                  | Rostislav Pevtsov  | 1 h 36 min 6 s  |
| 5                  | Barclay Izzard     | 1 h 36 min 12 s |
| 6                  | Marten Van Riel    | 1 h 36 min 16 s |
| 7                  | Vicente Hernandez  | 1 h 36 min 21 s |
| 8                  | Andreas Schilling  | 1 h 36 min 32 s |
| 9                  | Maximilian Schwetz | 1 h 36 min 38 s |
| 10                 | Shachar Sagiv      | 1 h 36 min 45 s |

### Femmes élites
| Rang               | Triathlète          | Temps           |
| ------------------ | ------------------- | --------------- |
| Médaille d'or      | Beth Potter         | 1 h 45 min 44 s |
| Médaille d'argent  | Sandra Dodet        | 1 h 46 min 42 s |
| Médaille de bronze | Claire Michel       | 1 h 46 min 55 s |
| 4                  | Émilie Morier       | 1 h 47 min 49 s |
| 5                  | Vendula Frintová    | 1 h 47 min 59 s |
| 6                  | Carolyn Hayes       | 1 h 48 min 1 s  |
| 7                  | Sara Vilic          | 1 h 48 min 12 s |
| 8                  | Olivia Mathias      | 1 h 48 min 20 s |
| 9                  | Nina Eim            | 1 h 48 min 30 s |
| 10                 | Yuliya Yelistratova | 1 h 48 min 33 s |

### Relais mixte
| Rang               | Équipe    | Triathlètes                                                  | Segment                                        | Temps final     |
| ------------------ | --------- | ------------------------------------------------------------ | ---------------------------------------------- | --------------- |
| Médaille d'or      | France    | Sandra Dodet Paul Georgenthum Émilie Morier Léo Bergère      | 18 min 32 s 17 min 13 s 18 min 49 s 17 min 7 s | 1 h 11 min 40 s |
| Médaille d'argent  | Allemagne | Nina Eim Jonas Breinlinger Caroline Pohle Justus Nieschlag   | 18 min 38 s 17 min 15 s 19 min 0 s 16 min 51 s | 1 h 11 min 43 s |
| Médaille de bronze | Pays-Bas  | Maya Kingma Marco Van Der Stel Rachel Klamer Jorik Van Egdom | 18 min 46 s 17 min 0 s 18 min 48 s 17 min 22 s | 1 h 11 min 54 s |